# Бомбела Владислав Олександрович
Владисла́в Олекса́ндрович Бомбе́ла (1995—2024) — молодший сержант Збройних сил України, учасник російсько-української війни, що відзначився у ході російського вторгнення в Україну. Герой України (посмертно).

## Життєпис
Народився 15 травня 1995 в с. Бирлівка Гайсинського району Вінницької області. Закінчив Бирлівську ЗОШ І-ІІступенів, вступив до Верхівського технікуму, де навчався 4 роки і здобув професію землевпорядника. 
Працював пів року на Вінницькій птахофабриці «Наша ряба». У віці 19 років отримав повістку, підписав контракт і поповнив лави ЗСУ.  
Був учасником АТО. Пізніше був зарахований до 8-го окремого полку спеціалізованого призначення.
З початком повномасштабного вторгнення Владислав обороняв Київ, брав участь у військових операціях в Бахмуті та на Харківщині, де власноруч збив ворожий Су-25, що збирався атакувати наші позиції .
Загинув 11 липня 2024 року в Донецькій області, отримавши поранення несумісні з життям.

## Нагороди
- Звання «Герой України» з удостоєнням ордена «Золота Зірка» (30 вересня 2024, посмертно) — за особисту мужність і героїзм, виявлені у захисті державного суверенітету та територіальної цілісності України, самовіддане служіння Українському народові[3];
- орден «За мужність» І ступеня (28 вересня 2022) — за особисту мужність і самовіддані дії, виявлені у захисті державного суверенітету та територіальної цілісності України, вірність військовій присязі[4];
- орден «За мужність» ІІ ступеня (20 квітня 2022) — за особисту мужність і самовіддані дії, виявлені у захисті державного суверенітету та територіальної цілісності України, вірність військовій присязі[5];
- орден «За мужність» ІІІ ступеня (5 грудня 2018) — за особистий внесок у зміцнення обороноздатності Української держави, мужність і самовіддані дії, виявлені у захисті державного суверенітету та територіальної цілісності України, зразкове виконання військового обов’язку[6].